# Apogon indicus
Apogon indicus är en fiskart som beskrevs av Greenfield 2001. Apogon indicus ingår i släktet Apogon och familjen Apogonidae. IUCN kategoriserar arten globalt som livskraftig. Inga underarter finns listade i Catalogue of Life.